# Acts of the Unspeakable
Acts of the Unspeakable è il terzo album degli Autopsy, pubblicato nel 1992 dalla Peaceville Records. In questo album si fanno notare le influenze hardcore punk.

## Tracce
1. Meat – 2:38
2. Necrocannibalistic Vomitorium – 2:11
3. Your Rotting Face – 3:55
4. Blackness Within – 1:44
5. An Act of the Unspeakable – 2:25
6. Frozen with Fear – 0:30
7. Spinal Extraction – 0:21
8. Death Twitch – 2:13
9. Skullptures – 2:32
10. Pus / Rot – 4:01
11. Battery Acid Enema – 1:47
12. Lobotomized – 0:51
13. Funereality – 2:53
14. Tortured Moans of Agony – 0:45
15. Ugliness and Secretions – 1:09
16. Orgy in Excrements – 1:57
17. Voices – 2:07
18. Walls of the Coffin – 1:18

## Formazione
- Chris Reifert - voce, batteria
- Danny Coralles - chitarra
- Eric Cutler - chitarra
- Josh Barohn - basso